# Локомотив БДЖ 09.01
Това е единственият локомотив в България със система на парната машина „Vierling“ и първият локомотив, доставен в БДЖ, работещ с прегрята пара. Той е поръчан като пробен екземпляр по един образец, показан на изложението в Брюксел през 1910 г. В периода 1910 – 1920 г. това е най-модерната конструкция локомотиви – „Pacific“ (колоосна формула 2-С-1).
Първоначалния замисъл е бил да вози т. нар. „височайши влакове“. Скоро обаче става ясно, че служебната му маса е недостатъчна за наклоните по нашите жп линии, а също и започват да се появяват конструктивни дефекти по котела, поради което често е в ремонт. Работи в графика на пътническите локомотиви, но състоянието на котела му до толкова се влошава, че към 20-те години е спрян от движение. През 1932 г. е решено той да бъде основно реконструиран.
Освен основната преработка на котела е усъвършенствана и ходовата му част, прави се нова будка за машиниста, снабден е и със спирачка за сгъстен въздух. Заменен е и триосният тендер с четириосен, с две двуосни талиги, еднакви с тендерните талиги на локомотивите 08.07 - 08.17. След преустройството се включва в редовна пътническа служба до 1948 г. Тогава се спуква единият от вътрешните цилиндри. Всички опити да бъде заварен са неуспешни поради неудобното за ремонт място. До 1959 г. се използва за отоплярка. Тогава е направен последен опит за отстраняване на пукнатината, но отново е неуспешно. Локомотивът е бракуван и унищожен.